# Randell van der Steen
Randell van der Steen (14 mei 1995) is een Nederlands korfballer. Hij speelt in de hoogste Nederlandse korfbalcompetitie, namelijk de Korfbal League namens AKC Blauw-Wit. Vanwege zijn Surinaamse familieachtergrond is hij sinds 2017 een speler van het Surinaams korfbalteam.
Als speler van het Surinaamse korfbalteam won Van der Steen 2 gouden plakken.

## Spelerscarrière

### Begin carrière
Van der Steen begon met korfbal bij Purmer en KV BEP. In de junioren stapte Van der Steen over naar het grotere AKC Blauw-Wit.

### AKC Blauw-Wit
In Seizoen 2014-2015 werd Van der Steen, op 19 jarige leeftijd, toegevoegd aan de senioren van AKC Blauw-Wit, toen onder leiding van coaches Barry Schep en Rini van der Laan. 
In seizoen 2016-2017 maakte hij zijn debuut in de Korfbal League. Vanaf seizoen 2019-2020 is hij een vaste basisspeler van Blauw-Wit.
In zijn eerste seizoen vast in de basis (2019-2020) deed Blauw-Wit het in de zaal ondermaats. Na 17 wedstrijden stonden zij op de 8e plaats. Op het veld stonden ze er beter voor (plek 2 in Ereklasse A), maar dit seizoen werd niet meer uitgespeeld vanwege de coronapandemie.
In seizoen 2020-2021 werd het sportseizoen weer hervat. De Korfbal League had wel een andere opzet gekregen. Van der Steen hielp Blauw-Wit aan een 3e plaats in de KL poule A, waardoor het zich plaatste voor de play-offs. In de play-off serie tegen TOP werd echter in 2 wedstrijden verloren.
Seizoen 2021-2022 was voor Blauw-Wit een seizoen van net-niet. In de zaal kwam de ploeg in de degradatiepoule terecht. Zij werden echter wel 1e in deze poule, waardoor handhaving een feit was. In de veldcompetitie bleef de ploeg hangen op de 5e plaats.
Seizoen 2022-2023 was ongeveer hetzelfde verhaal voor Blauw-Wit. In de zaal werd het 8e en op het veld 4e in de Ereklasse Poule A.
Seizoen 2023-2024 was voor Blauw-Wit een seizoen van de middenmoot. Een paar clubs waren versterkt het seizoen begonnen, maar bij Blauw-Wit waren er weinig veranderingen. Wel was een nieuwe co-hoofdcoach gestart, namelijk Barry Schep. In het seizoen deed de ploeg het prima; het handhaafde zich direct door na 18 speelrondes op de 6e plek te eindigen.

## Surinaams Nationaal Team
In 2017 werd de Surinaamse Korfbal Federatie nieuw leven in geblazen. Aangezien Van der Steen Surinaamse roots had, kon hij zich aanmelden voor de nationale selectie. 
In 2018 deed Van der Steen namens het Surinaams korfbalteam mee aan het eerste internationale toernooi van de ploeg - het Pan Amerikaanse kampioenschap van 2018. De ploeg won, als nieuwkomer, meteen goud.
In dienst van het Surinaamse korfbalteam deed Van der Steen mee aan de volgende internationale toernooien:
- Pan Amerikaanse kampioenschap 2018 (goud)
- WK 2019 (6e plek)
- World Games 2022 (6e plek)
- Pan Amerikaanse kampioenschap 2022 (goud)
- WK 2023 (5e plek)